# Униформа и военная символика Морской пехоты Колумбии

## Нагрудные знаки
Морская пехота Колумбии использует несколько видов нагрудных знаков:
1. Знаки по принадлежности к Морской пехоте Колумбии,
2. Знаки должностных лиц Морской пехоты Колумбии,
3. Знаки специалистов Морской пехоты Колумбии,
4. Знаки за участие в боевых действиях Морской пехоты Колумбии,
5. Знаки общие для вооружённых сил (ВС) и морской пехоты Колумбии

## Внешние ссылки
- Знаки отличия Морской пехоты Колумбии Архивная копия от 4 июля 2007 на Wayback Machine  (исп.)
- Знаки различия Морской пехоты Колумбии  (исп.)